# Ugyen Tenzin
Ne doit pas être confondu avec Urgen Tenzin, homme politique tibétain et militant des droits de l'homme.
Ugyen Tenzin (tibétain : ཨོ་རྒྱན་བསྟན་འཛིན, Wylie : o rgyan bstan 'dzin), aussi appelé Nangchen Orgen Tenzin et Ugyen Tashi, né en 1987 au Tibet, est un chanteur populaire tibétain emprisonné en février 2012 peu après la diffusion de chansons dédiées au 14e dalaï- lama, au 17e karmapa et au Premier ministre tibétain. Le 20 mars 2012, il a été condamné à 2 ans de prison. 

## Biographie
Ugyen Tenzin est un chanteur populaire tibétain originaire de Sugma, comté de Nangchen dans le Kham.
En 2008, Ugyen Tenzin avait été emprisonné durant un an pour avoir manifesté contre des opérations d'exploitation minière chinoise dans le comté de Nangchen. Il encouragea également les Tibétains de la région à protéger l'environnement et arrêter l'extraction minière,.
À la suite de la sortie de son dernier album intitulé « Un flot ininterrompu de sang de mon cœur », il a été arrêté en février 2012 par les autorités chinoises.
Selon des sources du Tibet, Ugyen Tenzin a été arrêté en relation avec la répression qui suivit les manifestations à Ngangchen auxquelles il aurait participé selon les autorités.
Il a déclaré dans son album qu'il abordait la question du Tibet et de l’identité tibétaine.
Selon Radio Free Asia, il avait subi une opération chirurgicale juste avant son arrestation, ce qui l'avait mis en condition de faiblesse.
Ugyen Tenzin aurait été battu en détention et si gravement torturé qu'il serait handicapé. Ses parents n'ont pas été autorisés à lui rendre visite.
Le 20 mars 2012, il a été condamné à 2 ans de prison par un tribunal du comté de Yulshul pour ses chansons appelant à l'unité et la liberté des Tibétains. 
Les autorités rechercheraient les paroles de ses chansons.
« L'unité des trois provinces du Tibet, que j'ai refoulé dans mon cœur durant 50 ans, je vais maintenant la faire partager à travers des chansons, jusqu’à mon dernier souffle » déclare le chanteur dans l'un de ses textes, dont une partie a été posté sur youtube.

## Mobilisation des associations
Des associations comme le Comité de soutien au peuple tibétain rapporte l'arrestation d'Ugyen Tenzin.
Le 16 décembre 2013, sa libération est demandée dans une pétition co-signée par Peter Gabriel, Thom Yorke et Ed O'Brien de Radiohead, Serj Tankian et Tjinder Singh (Cornershop), et lancée par Free Tibet Campaign destinée à Wu Aiying, ministre chinoise de la justice. Il est mentionné, avec sept autres chanteurs tibétains emprisonnés en Chine, Lolo, Chakdor, Pema Trinley, Kalsang Yarphel et Shawo Tashi, arrêtés ou condamnés en 2013, et Ugyen Tashi, Achok Phulsung et Choksal, emprisonnés en 2012.